# Meredith Willson
Meredith Willson, all’anagrafe: Robert Meredith Reiniger (Mason City, 18 maggio 1902 – Santa Monica, 15 giugno 1984), è stato un compositore, librettista, direttore d'orchestra e bandleader statunitense.
Fu autore delle musiche e talvolta anche dei libretti di celebri musical di Broadway, quali  The Music Man (1957, premiato con un Tony Award come miglior musical e da un Grammy Award nel 1958,  The Unsinkable Molly Brown  (1960) e  Here's Love  (1963, adattamento del film Il miracolo della 34ª strada).
Fu inoltre autore di composizioni per orchestra, di musiche da film (quali quelle de Il grande dittatore, famoso film diretto ed interpretato da Charlie Chaplin nel 1940) e di canzoni famose quali It's Beginning to Look a Lot Like Christmas (canzone natalizia del 1951), Seventy-Six Trombones, Gary Indiana, May the Good Lord Bless and Keep You e Till There Was You (eseguita anche dai Beatles nel 1963). Ottenne due candidature agli Oscar: nel 1941, per la miglior colonna originale per il già citato Il grande dittatore, e, l'anno seguente, per Piccole volpi.

## Opere (Lista parziale)

### Musical
- 1957-1961: The Music Man (musiche, testi e libretto, in collaborazione con Robert Preston)
- 1960-1962:  The Unsinkable Molly Brown  (musiche e testi su libretto Richard Morris)
- 1963-1964:  Here's Love, musica, testi e libretto (ispirato al film Il miracolo della 34ª strada del 1947)
- 1969:  1492, musica, testi e libretto (ispirato a Cristoforo Colombo)
- 1978:  The American Dance Machine (coautore delle canzoni)
- 1980: The Music Man (riedizione, con Dick Van Dyke)

### Composizioni per orchestra e classiche
- Sinfonia nº 1 ''A Symphony of San Francisco'' in Fa minore (1936)
- Sinfonia nº 2 ''The Missions of California'' in Mi minore (1940)
- The Jervis Bay
- O.O. McIntyre Suite
- Symphonic Variations on an American Theme
- Song of Steel
- Radio City Suite
- Anthem of the Atomic Age
- In Idyllwild
- The Marguerite Waltz
- Piccolo Polka

### Musiche da film
- Lo zeppelin perduto (The Lost Zeppelin), regia di Edward Sloman (1929)
- Il grande dittatore (The Great Dictator), regia di Charlie Chaplin - (in collaborazione con Charlie Chaplin) (1940)
- Piccole volpi (The Little Foxes), regia di William Wyler (1941)
- Capobanda (The Music Man), regia di Morton DaCosta (1962)
- Voglio essere amata in un letto d'ottone (The Unsinkable Molly Brown), regia di Charles Walters (1964)

### Altri brani musicali
- Seventy-Six Trombones
- Gary Indiana
- It's Beginning to Look a Lot Like Christmas (1951)
- May the Good Lord Bless and Keep You
- Till There Was You
- Chicken Fat (con Robert Preston)
- (Ya Got) Trouble